# Új-Guinea
Új-Guinea Ausztráliától északra található sziget, a világ második legnagyobb szigete. Kelet–nyugati kiterjedése nagyjából 2500 km. A sziget területén két állam osztozik: keleti részén az önálló Pápua Új-Guinea terül el, a nyugati részén Indonézia két tartománya, Pápua és Nyugat-Pápua található.
Geológiailag Ausztrália kontinens része.

## Népesség

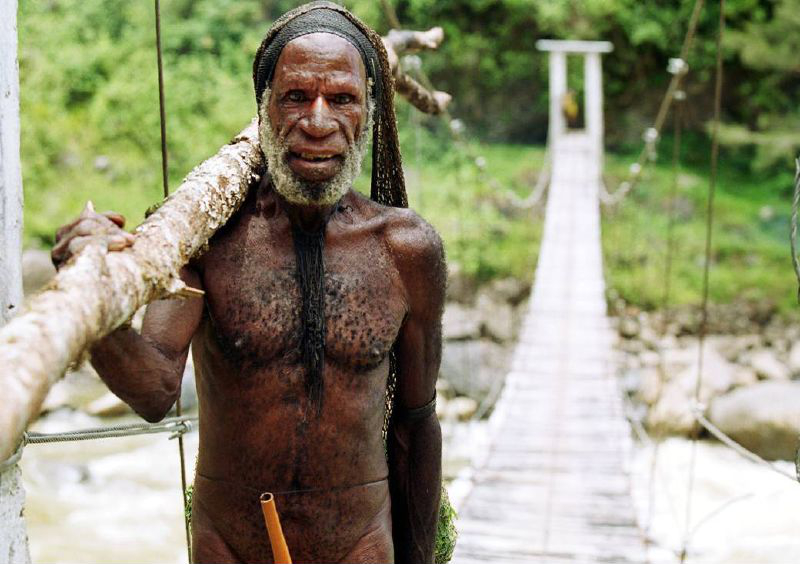
Dani férfi a Baliem-völgyben

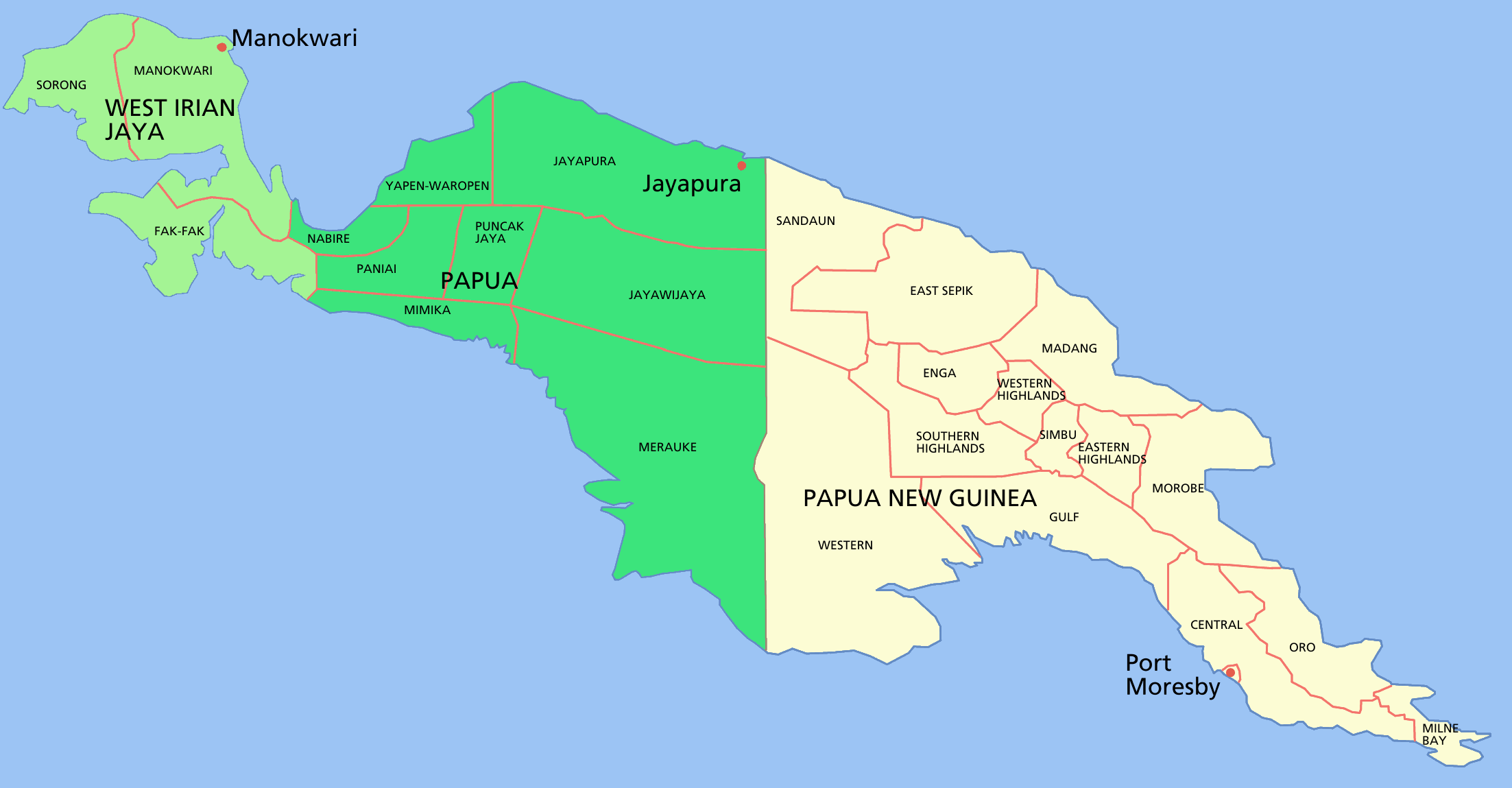
Új-Guinea közigazgatási felosztása

Nyelvcsaládok a szigeten

2005-ös felmérések szerint a sziget népessége 7,1 millió fő volt. Az első emberek kb. Kr. e. 40 000-ben telepedtek le itt. Új-Guinea nemzetiségek szerint a világ egyik legsokszínűbb szigete, ugyanis itt kb. ezer különböző törzs él. A nyelvek is változatosak, Pápua-Új Guineán 826 nyelvet, míg a két Indonéziához tartozó tartományban, amelyeket korábban együtt Nyugat-Iriánnak is neveztek, 257 nyelvet beszélnek az emberek. Az összesen 1073 nyelv közül 12 nagyon gyakori. A nyelvek legtöbbje két nagy csoportra oszlik: a pápuai nyelvek és az ausztronéz nyelvek.
Mesterségük általában állattenyésztés, főleg disznóké, de nagy száma van még a mezőgazdaság és a vadászat és gyűjtögetés révén megélő embereknek is.
A szigeten két nagy népcsoport fordul elő, amelyek megalapozták az ottani világban az archeológiai, lingvisztikai és genetikai ágakat is: a pápuaiak és az ausztronézek csoportja.

## Fordítás
Ez a szócikk részben vagy egészben  a   New Guinea című angol Wikipédia-szócikk ezen változatának fordításán alapul.  Az eredeti cikk szerkesztőit annak laptörténete sorolja fel. Ez a jelzés csupán a megfogalmazás eredetét és a szerzői jogokat jelzi, nem szolgál a cikkben szereplő információk forrásmegjelöléseként.